# Cerro del Gato
Cerro del Gato är en ort i Mexiko.   Den ligger i kommunen Rincón de Romos och delstaten Aguascalientes, i den centrala delen av landet, 500 km nordväst om huvudstaden Mexico City. Cerro del Gato ligger 1 988 meter över havet och antalet invånare är 310.
Terrängen runt Cerro del Gato är platt åt sydost, men åt nordväst är den kuperad. Terrängen runt Cerro del Gato sluttar österut. Runt Cerro del Gato är det ganska tätbefolkat, med 144 invånare per kvadratkilometer. Närmaste större samhälle är Rincón de Romos, 1,5 km sydost om Cerro del Gato. Trakten runt Cerro del Gato består till största delen av jordbruksmark.